# Зовите ме Кет
Зовите ме Кет (енгл. Call Me Kat) америчка је комедија ситуације, по британској комедији ситуације Миранде Харт, Миранда. Сценаристкиња серије је Дарлин Хант, а насловну улогу глуми Мајим Бјалик, док су у споредним улогама: Шајен Џексон, Кајла Прат, Јулијан Гант, Лесли Џордан и Свуси Керц. Серију премијерно приказује Fox од 3. јануара 2021. У мају 2021. обновљена је за другу сезону, која је премијерно приказана 9. јануара 2022. У мају 2022. обновљена је за трећу сезону која ће бити приказана 29. септембра 2022. Серију у Србији приказује Fox Life 12. јануара 2022.

## Премиса
Кет је 39-годишња жена која се сваки дан бори против друштва и своје мајке да докаже да не можете имати све што желите, а да ипак будете срећни. Због тога је потрошила своју животну уштеђевину да отвори кафић са мачкама у Луивилу.

## Улоге

### Главне
- Мајим Бјалик као Кет,[4] 39-годишња слободна жена која води кафић са мачкама у Луивилу и бори се да пронађе равнотежу између свог испуњеног живота и сталног осећаја усамљености
- Свуси Керц као Шејла,[4] Кетина надмоћна мајка која не може да разуме зашто њена ћерка бира да буде сама и стално покушава да је наведе да упозна нове мушкарце
- Лесли Џордан као Фил,[4] слободни геј мушкарац који ради као главни пекар у Кетином кафићу
- Кајла Прат као Ренди,[4] конобарица у Кетином кафићу
- Јулијан Гант као Картер,[4] власник бара поред Катиног кафића
- Шајен Џексон као Макс,[4] Кетин пријатељи и бивша симпатија са колеџа који ради у Картеровом бару након што се врати кући после година путовања у иностранство
- Кристофер Ривас као Оскар (2. сезона; споредна у 1. сезони), достављач пакета и Кетин дечко

### Споредне
- Ламорн Морис као Данијел, муштерија у Кетином кафићу која одбија да даје напојницу из друштвених и политичких разлога и такође има везу са Ранди
- Ванеса Лашеј као Тара Барнет, Кетина најбоља пријатељица од детињства која је удата и има троје деце

### Гостујуће
- Џои Лоренс као он
- Џена фон Ој као она
- Мајкл Стојанов као он
- Кен Џенингс као он

## Епизоде
| Сезона | Сезона | Епизоде | Оригинално емитовање | Оригинално емитовање | Оригинално емитовање | Емитовање у Србији | Емитовање у Србији | Емитовање у Србији |
| Сезона | Сезона | Епизоде | Премијера            | Финале               | Мрежа                | Премијера          | Финале             | Мрежа              |
| ------ | ------ | ------- | -------------------- | -------------------- | -------------------- | ------------------ | ------------------ | ------------------ |
|        | 1.     | 13      | 3. јануар 2021.      | 25. март 2021.       |                      | 12. јануар 2022.   | 23. март 2022.     |                    |
|        | 2.     | 18      | 9. јануар 2022.      | 5. мај 2022.         | 1. август 2022.      | данас              |                    |                    |